# Pycnophyes emarginatus
Pycnophyes emarginatus är en djurart som tillhör fylumet pansarmaskar, och som beskrevs av Higgins 1983. Pycnophyes emarginatus ingår i släktet Pycnophyes och familjen Pycnophyidae. Inga underarter finns listade i Catalogue of Life.